# Naj Razi
Naj Razi (28 de octubre de 2006) es un futbolista irlandés. Juega en la demarcación de centrocampista para el Como 1907 de la Serie A.

## Biografía
Empezó a jugar en las categorías inferiores del Shamrock Rovers FC. Finalmente el 27 de julio de 2023 debutó con el primer equipo en un partido de la Liga Europa Conferencia de la UEFA contra el Ferencváros TC. Su debut en la Premier Division de la Liga de Irlanda se produjo dos meses después, el 22 de septiembre, contra el University College Dublin AFC.

## Clubes
Actualizado al último partido disputado el 22 de octubre de 2023.
| Club                  | País    | Año       | Partidos | Goles |
| --------------------- | ------- | --------- | -------- | ----- |
| Shamrock Rovers F. C. | Irlanda | 2023-2024 | 5        | 0     |
| Como 1907             | Italia  | 2024-     | 0        | 0     |

## Palmarés

### Títulos nacionales
| Título                                 | Club                  | País    | Año  |
| -------------------------------------- | --------------------- | ------- | ---- |
| Premier Division de la Liga de Irlanda | Shamrock Rovers F. C. | Irlanda | 2023 |